# Xalet a l'avinguda de França, 27-29 (Calafell)
El Xalet a l'avinguda de França, 27-29 és una obra de les darreres tendències de Calafell (Baix Penedès) protegida com a Bé Cultural d'Interès Local.

## Descripció
Es tracta d'un edifici de planta general reculada i distribuït a diferents nivells (més baix a la part que toca al carrer i es fa més alt cap al fons de la parcel·la) per adaptació al pendent del terreny. L'accés a les plantes es fa a partir d'una escala central lineal que es desenvolupa en trams de pocs graons.
Consta de tres mòduls principals de forma aproximadament quadrada que s'uneixen entre si a través d'uns passos estrets. En aquests punts el jardí s'endinsa cap a l'eix de l'edifici conformant diferents patis. El mòdul més proper al carrer es destina a l'aparcament, format per un cos simètric amb dues places; el central a la zona de dia i serveis; i el del fons a la zona de nit. El cos dels dormitoris té una forma compacta amb les finestres que trenquen la simetria.
La coberta és plana en tot el conjunt de mòduls i les façanes són de murs majoritàriament cecs, només oberts en algunes cantonades i en punts específics per aprofitar les visuals al jardí i als patis.
El sistema constructiu de l'edifici és de parets de càrrega i forjats ceràmics amb elements de formigó armat. Els murs estan arrebossats amb morter de calç i pintats de color bordeus a l'exterior, en contrast amb l'interior, pintat de blanc. La varietat de materials és molt significativa: finestres cobertes amb fusteria i persianes de llibret blanques i dues classes de rajoles. La vidrada de la Bisbal s'emprava als ampits de la finestra i la del Vendrell per a paviments, sòcols i minvells.
La integració de la casa al seu entorn, carrer i parcel·les circumdants és perfecta i harmoniosa. Tots els voltants estan construïts, de manera que és un entorn artificial del que hi ha pocs records de la natura.

## Història
Els arquitectes varen projectar aquest edifici als inicis de la seva carrera. Tot i això, es tracta d'una obra madura fruit d'una sèrie de referències molt ben païdes. Es tracta també d'una mostra d'arquitectura culta, ja que es relaciona amb l'entorn però sense massa tics vernacles.